# IXS Enterprise
Pour les articles homonymes, voir IXS.
IXS Enterprise est un concept d'engin spatial supraluminique, qu'un scientifique de la NASA, le Dr Harold G. White, a révélé au SpaceVision 2013, et qui est conçu dans le but de parvenir à un voyage basé sur la métrique d'Alcubierre. Un tel vaisseau spatial conceptuel serait en fait une version modifiée du vaisseau d'Alcubierre. Le Dr White est actuellement[Quand ?] en train de réaliser des expériences à cet égard sur l'interféromètre White-Juday afin de développer une preuve que le voyage basé sur la métrique d'Alcubierre (et donc, plus rapide que la lumière) est possible.

## Historique

### Conception
Bien que le concept existe depuis 2013, la conception de l'IXS Enterprise est popularisée à partir de juin 2014, après qu'un certain nombre de médias a signalé l'œuvre conceptuelle réalisée par l'artiste néerlandais Mark Rademaker, en collaboration avec la NASA. Selon Mark Rademaker, plus de 1 600 heures ont été nécessaires au design qu'il a créé.
L'énergie nécessaire pour alimenter le moteur à distorsion, selon White, est à peu près l'équivalent en énergie négative de la masse de Voyager 1, qui est d'environ 700 kg (l'énergie négative est nécessaire au fonctionnement de la métrique d'Alcubierre). En utilisant l'équation E = mc2, −700 kg de masse sont équivalents à ~ −63 EJ d'énergie (ce nombre n'est pas définitif et peut être encore réduit). Le vaisseau dispose de deux anneaux épais extérieurs (pour réduire l'énergie requise) qui génèrent le champ d'une chaîne de contraction de l'espace à l'avant et d'expansion de l'espace à l'arrière de l'appareil. L'espace à l'intérieur des anneaux est optimisé afin d'avoir plus de place pour le fret, l'équipage et l'équipement.

### Premiers tests avec le DARPA
Dans le cadre d'un projet en partenariat avec le DARPA, Harold G. White a conçu en décembre 2021 une bulle de distorsion spatio-temporelle composée d'une sphère d'un micromètre dans un cylindre de quatre micromètres ,  en utilisant la densité d’énergie de Casimir tridimensionnelle qui correspond bien aux exigences de la métrique d'Alcubierre .